# Оборово Бистранско
Оборово Бистранско је насељено место у саставу општине Бистра у Загребачкој жупанији, Република Хрватска.

## Историја
До територијалне реорганизације у Хрватској налазило се у саставу старе загребачке приградске општине Запрешић.

## Становништво
На попису становништва 2011. године, Оборово Бистранско је имало 939 становника.

## Попис1991.
На попису становништва 1991. године, насељено место Оборово Бистранско је имало 794 становника, следећег националног састава:
| Попис 1991.‍  | Попис 1991.‍  | Попис 1991.‍ | Попис 1991.‍ | Попис 1991.‍ |
| ------------ | ------------ | ----------- | ----------- | ----------- |
|              |              |             |             |             |
| Хрвати       | Хрвати       |             | 773         | 97,35%      |
| Словенци     | Словенци     |             | 2           | 0,25%       |
| Срби         | Срби         |             | 1           | 0,12%       |
| Црногорци    | Црногорци    |             | 1           | 0,12%       |
| остали       | остали       |             | 1           | 0,12%       |
| неопредељени | неопредељени |             | 8           | 1,00%       |
| непознато    | непознато    |             | 8           | 1,00%       |
| укупно: 794  |              |             |             |             |